# Фенилацетон
Фенилацето́н (сокращённо P2P, от англ. Phenyl-2-Propanone или Ф-2-П), также известный как бензилметилкетон, — органическое соединение, желтоватая жидкость с приятным запахом.
Вещество используется при синтезе веществ класса фенилалкиламинов, включая метамфетамин и амфетамин в качестве исходного вещества или интермедиата.

## Методы получения
Один из простых примеров органического синтеза фенилацетона — реакция Фриделя — Крафтса бензола с хлорацетоном.
Фенилацетон также может быть получен и из других соединений. Например:
- Бензальдегид реагирует с нитроэтаном, образуя фенил-2-нитропропен, который при восстановлении в кислой среде превращается в фенилацетон. В качестве катализатора используется бутиламин.
- Цианистый бензил реагирует с этилацетатом в присутствии этилата натрия, образуя α-фенилацетоацетонитрил, затем производится гидролиз нитрильной группы и декарбоксилирование кислоты. Выход — 80 %.

- Фенилуксусная кислота дистиллируется с ацетатом свинца или кальция с получением фенилацетона, ацетона и дифенилкетона.
- Также можно получать фенилацетон путём кипячения фенилуксусной кислоты с уксусным ангидридом в присутствии ацетата натрия (безводного)[2]. Уксусный ангидрид и ацетат натрия нагреваются около 2 часов, а затем добавляется фенилуксусная кислота и производится кипячение около 20 часов (при температуре 145 °С)[3]. Выход — 50—70 %.

- С замещённым пропенилбензолом, тетраоксидом трисвинца и ледяной уксусной кислотой[4]:

- С фенил-2-нитропропеном, железным порошком и хлоридом железа[5]:

## Синтез амфетамина
При синтезе амфетамина из фенилацетона используется либо реакция Лейкарта, либо восстановительное аминирование в присутствии металлического катализатора. Для восстановления может использоваться алюмогидрид лития, цианоборогидрид натрия, амальгама алюминия, никель Ренея, либо щелочной катализатор Урушибара (в автоклаве).

## Стоимость
Средняя цена фенилацетона — 100 € за 1 кг, но на чёрном рынке в Европе стоимость может доходить до 900 € за 1 кг.

## Использование

### Законное использование
Европейское бюро по борьбе с мошенничеством и Международный комитет по контролю над наркотиками перечисляют следующих легальных производителей фенилацетона: Япония, Китай, Франция, Индия и США.
Вещество используется в фармацевтической промышленности в некоторых странах при изготовлении лекарственных средств группы психостимуляторов. Помимо этого, фенилацетон используется в производстве бензил-радикалов путём фотолиза, применяющихся для синтеза пропилгекседрина.
В Турции и США фенилацетон присутствует в пятновыводителях и чистящих средствах.

### Нелегальное использование
Фенилацетон используется нелегально для синтеза амфетамина и метамфетамина.

## Метаболит
При употреблении амфетамина человеком в организме образуется неактивный метаболит — фенилацетон. Метаболизация происходит путём окислительного дезаминирования. Затем происходит окисление фенилацетона до бензойной кислоты и её конъюгирование с глицином с образованием гиппуровой кислоты. Дезаминирование, вероятно, затрагивает подсемейство ферментов CYP2C цитохрома Р450.
У употребляющих амфетамин менее 1 % образовавшегося фенилацетона выводится с мочой, в основном выводится гиппуровая кислота — 16—28 %.

## Правовой статус
До апреля 2010 года входил в список IV прекурсоров, оборот которых в Российской Федерации ограничен и в отношении которых устанавливаются меры контроля в соответствии с законодательством и международными договорами РФ. После выхода Постановления Правительства Российской Федерации от 21 апреля 2010 года № 255 внесён в список I наркотических средств и психотропных веществ, оборот которых в Российской Федерации запрещён в соответствии с законодательством Российской Федерации и международными договорами Российской Федерации. Для целей 228, 228.1, 229 И 229.1 УК РФ значительным размером вещества считается 1 гр, крупным — 10 гр, особо крупным — 2 кг.
В США входит в список II контролируемых субстанций с 11 февраля 1980 года.